# Aubel
Aubel är en kommun i Belgien.   Den ligger i provinsen Liège och regionen Vallonien, i den östra delen av landet, 110 kilometer öster om huvudstaden Bryssel. Antalet invånare är 4 182.
Omgivningarna runt Aubel är en mosaik av jordbruksmark och naturlig växtlighet. Runt Aubel är det ganska tätbefolkat, med 230 invånare per kvadratkilometer.